# 170 Maria
Maria (asteroide 170) é um asteroide da cintura principal com um diâmetro de 44,3 quilómetros, a 2,3880632 UA. Possui uma excentricidade de 0,0646822 e um período orbital de 1 490,13 dias (4,08 anos).
Maria tem uma velocidade orbital média de 18,64015112 km/s e uma inclinação de 14,4023º.
Este asteroide foi descoberto em 10 de Janeiro de 1877 por Joseph Perrotin.